# لیگ برتر فوتبال استونی ۹۷-۱۹۹۶
لیگ برتر فوتبال استونی ۹۷–۱۹۹۶ (انگلیسی: 1996–97 Meistriliiga) ششمین فصل لیگ برتر فوتبال استونی است که با قهرمانی باشگاه فوتبال لانتانا تالین به پایان رسیده‌است.

## مرحله مقدماتی
| رتبه | تیم                              | بازی | برد | مساوی | باخت | گل زده | گل خورده | گل تفاضل | امتیاز | صلاحیت              |
| ---- | -------------------------------- | ---- | --- | ----- | ---- | ------ | -------- | -------- | ------ | ------------------- |
| ۱    | باشگاه فوتبال لانتانا تالین      | ۱۴   | ۱۱  | ۲     | ۱    | ۳۰     | ۹        | ۲۱+      | ۳۵     | صعود به مرحله اصلی  |
| ۲    | باشگاه فوتبال فلورا تالین        | ۱۴   | ۹   | ۲     | ۳    | ۲۷     | ۹        | ۱۸+      | ۲۹     | صعود به مرحله اصلی  |
| ۳    | باشگاه فوتبال تی‌وی‌ام‌کی           | ۱۴   | ۶   | ۴     | ۴    | ۲۰     | ۱۷       | ۳+       | ۲۲     | صعود به مرحله اصلی  |
| ۴    | Lelle                            | ۱۴   | ۵   | ۶     | ۳    | ۲۰     | ۱۶       | ۴+       | ۲۱     | صعود به مرحله اصلی  |
| ۵    | باشگاه فوتبال ناروا ترانس        | ۱۴   | ۵   | ۵     | ۴    | ۲۰     | ۱۹       | ۱+       | ۲۰     | صعود به مرحله اصلی  |
| ۶    | باشگاه فوتبال تالین سادام        | ۱۴   | ۵   | ۱     | ۸    | ۲۴     | ۲۶       | ۲−       | ۱۶     | صعود به مرحله اصلی  |
| ۷    | باشگاه فوتبال استی پولوکیوی یووی | ۱۴   | ۴   | ۱     | ۹    | ۱۰     | ۲۰       | ۱۰−      | ۱۳     | مسابقات انتقالی لیگ |
| ۸    | Vall                             | ۱۴   | ۰   | ۱     | ۱۳   | ۹      | ۴۴       | ۳۵−      | ۱      | مسابقات انتقالی لیگ |

## مرحله اصلی
| رتبه | تیم                             | بازی | برد | مساوی | باخت | گل زده | گل خورده | گل تفاضل | BP | امتیاز | صلاحیت                                       |
| ---- | ------------------------------- | ---- | --- | ----- | ---- | ------ | -------- | -------- | -- | ------ | -------------------------------------------- |
| ۱    | باشگاه فوتبال لانتانا تالین (C) | ۱۰   | ۷   | ۲     | ۱    | ۲۲     | ۶        | ۱۶+      | ۱۸ | ۴۱     | صعود به مرحله اول انتخابی لیگ قهرمانان اروپا |
| ۲    | باشگاه فوتبال فلورا تالین       | ۱۰   | ۷   | ۲     | ۱    | ۲۵     | ۷        | ۱۸+      | ۱۵ | ۳۸     | صعود به مرحله اول انتخابی جام یوفا           |
| ۳    | باشگاه فوتبال تالین سادام       | ۱۰   | ۵   | ۱     | ۴    | ۱۳     | ۹        | ۴+       | ۸  | ۲۴     | صعود به مرحله مقدماتی جام برندگان جام اروپا  |
| ۴    | Lelle                           | ۱۰   | ۳   | ۰     | ۷    | ۶      | ۲۱       | ۱۵−      | ۱۱ | ۲۰     |                                              |
| ۵    | باشگاه فوتبال تی‌وی‌ام‌کی          | ۱۰   | ۲   | ۲     | ۶    | ۷      | ۱۹       | ۱۲−      | ۱۱ | ۱۹     |                                              |
| ۶    | باشگاه فوتبال ناروا ترانس       | ۱۰   | ۲   | ۱     | ۷    | ۸      | ۱۹       | ۱۱−      | ۱۰ | ۱۷     |                                              |

## مسابقات انتقالی لیگ
| رتبه | تیم                              | بازی | برد | مساوی | باخت | گل زده | گل خورده | گل تفاضل | امتیاز | صعود یا سقوط                   |
| ---- | -------------------------------- | ---- | --- | ----- | ---- | ------ | -------- | -------- | ------ | ------------------------------ |
| ۱    | باشگاه فوتبال استی پولوکیوی یووی | ۱۰   | ۸   | ۱     | ۱    | ۲۸     | ۵        | ۲۳+      | ۲۵     | صعود به لیگ برتر فوتبال استونی |
| ۲    | Vall                             | ۱۰   | ۷   | ۱     | ۲    | ۲۹     | ۱۵       | ۱۴+      | ۲۲     | صعود به لیگ برتر فوتبال استونی |
| ۳    | Vaprus                           | ۱۰   | ۴   | ۱     | ۵    | ۹      | ۲۷       | ۱۸−      | ۱۳     | سقوط به لیگ دسته اول استونی    |
| ۴    | FC Lelle                         | ۱۰   | ۴   | ۰     | ۶    | ۲۲     | ۱۸       | ۴+       | ۱۲     | سقوط به لیگ دسته اول استونی    |
| ۵    | TJK                              | ۱۰   | ۲   | ۲     | ۶    | ۱۱     | ۱۹       | ۸−       | ۸      | سقوط به لیگ دسته اول استونی    |
| ۶    | باشگاه فوتبال سیلامائه کالو      | ۱۰   | ۱   | ۳     | ۶    | ۶      | ۲۱       | ۱۵−      | ۶      | سقوط به لیگ دسته اول استونی    |